# クローゼット・ランド
『クローゼット・ランド』（Closet Land）は、1991年のアメリカ合衆国のサスペンス映画。
監督はラダ・バラドワジ、出演はマデリーン・ストウとアラン・リックマン。
登場人物を2人だけに絞り、尋問を受ける女と尋問をする男との心理的なやりとりを描いている。
美術・衣裳デザインを石岡瑛子が担当している。

## ストーリー
ある女性絵本作家が逮捕され尋問を受ける。尋問官は最初は紳士的だったが、だんだんおかしくなり始めて、最後は拷問になる。

## キャスト
- 絵本作家: マデリーン・ストウ
- 尋問官: アラン・リックマン

## 作品の評価
Rotten Tomatoesによれば、9件の評論のうち高評価は44%にあたる4件で、平均点は10点満点中4.6点となっている。